# Max Lundqvist
Max Lundqvist, född i Sollentuna, är en frilansande svensk skådespelare och regissör.
Lundqvist studerade vid Lee Strasberg School i Stockholm och på Teaterhögskolan i Stockholm 1989–1990. Redan före studierna medverkade han i teatergruppen Teater Hydra. Är konstnärlig ledare på Teater KAOS.

## Filmografi (urval)
- 1989 – Det var då
- 1989 – Tumba Tarzan
- 1991 – Dyningar
- 1993 – Snoken
- 1994 – Fritänkaren – filmen om Strindberg
- 1994 – Polis polis potatismos
- 1994 – Tills döden skiljer oss åt (Det kommer mera)
- 1996 – Ett sorts Hades
- 1996 – Rederiet
- 1998 – Beck – Vita nätter
- 1999 – Jakten på en mördare
- 2000 – Skilda världar
- 2003 – Kvinnor emellan
- 2003 – Hotel Cæsar (Norge)
- 2007 – Familjeverkstan

## Teaterproduktioner i urval
- 1983 – Bernardas hus
- 1984 – Macbeth
- 1987 – I väntan på Godot
- 1988 – Whispers (Tyskland/Berlin)
- 1989 – En far som mor
- 1991/93 – Ett moln i byxor
- 1993 – Uppvaktningen
- 1994/95 – En dåres försvarstal
- 1997 – Gruffet i Chiozza
- 1999 – Demoner
- 2001 – V för Vendetta
- 2004 – Till Damaskus I-II-III
- 2005 – Vi betalar inte, vi betalar inte!
- 2006 – Ulv og Engel (Norge)
- 2007/08 – Mor Pegg (Becket/Lundqvist)
- 2012 -  Vita Horan (Tom Eyen)
- 2012 - Saxofonmannen, Radioteatern (Fosse/Lundqvist)  2020 - Tre systrar, Calle Flygare teaterskola, slutproduktion 2023- Sånt man tänker